# Camillo Renato
Camillo Renato, pseudonimo di Paolo Ricci, conosciuto anche come Lisia Fileno (Sicilia, 1500 circa – Caspano, 1575 circa), è stato un francescano ed eretico italiano.

## Biografia

### Il primo processo a Venezia

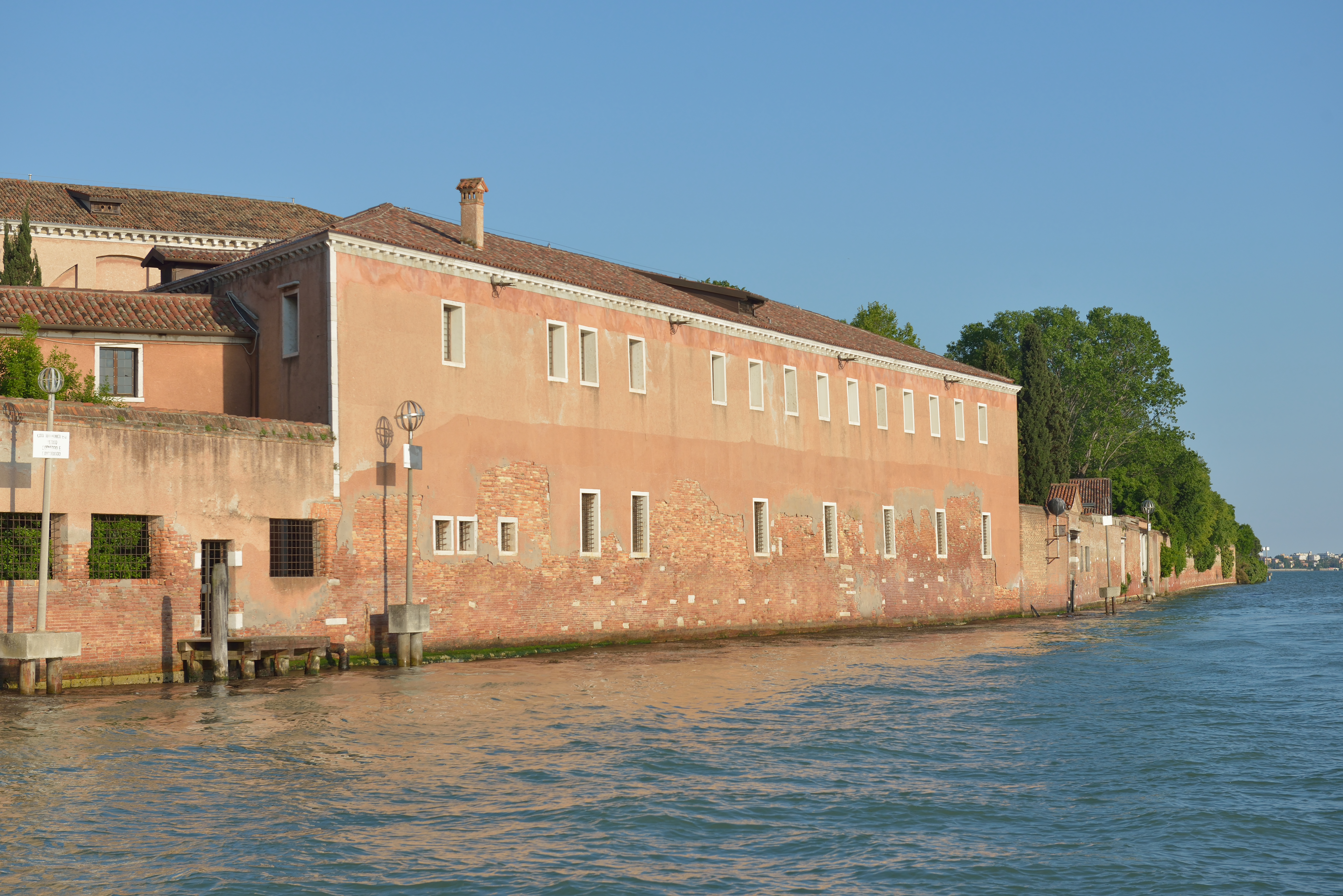
Il monastero di San Giorgio Maggiore

Il suo vero nome era Paolo Ricci, era siciliano e nacque forse a Palermo o a Lentini nei primi anni del Cinquecento.
Fattosi frate francescano, negli anni Venti si trovò a frequentare i circoli evangelici valdesiani di Napoli, trasferendosi poi a Padova e a Venezia dove, tra l'altro, avrebbe sostenuto l'inesistenza del purgatorio: «accusato da maldicenti di eresia, fui detenuto, inquisito, non convinto, non condannato, non abiurai a nessun patto e fui dimesso».
Uscito indenne da questo processo, rimase a Venezia frequentando probabilmente il monastero benedettino di San Giorgio Maggiore, dove circolavano idee riguardanti il beneficio della morte di Cristo per l'umanità, portate avanti da Benedetto Fontanini e Marcantonio Flaminio, che saranno manifestate e difese anche da Camillo Renato nei prossimi anni.
Ormai tornato allo stato laicale, verso la fine del 1538 passò da Venezia a Bologna, con l'intenzione di recarsi più tardi a Roma per «consultarsi con alcuni reverendissimi e dottissimi cardinali per la gloria di Cristo e per la comune concordia e interesse di tutta la Chiesa».

### A Bologna
Nella città emiliana assunse lo pseudonimo di Lisia Fileno come vezzo letterario e senza l'intenzione di nascondere la sua vera identità, che infatti rimase nota. Frequentò i circoli intellettuali, nei quali amava discorrere di lettere, di religione e di filosofia morale. Egli stesso fa i nomi di questi notabili bolognesi: gli umanisti Leandro Alberti, Romolo Amaseo e Achille Bocchi, Francesco Bolognetti, amico di Marcantonio Flaminio, che diverrà senatore, il cavaliere Giulio Danesi, dei tre figli del quale il Fileno era precettore e ad essi dedicò tre dei suoi Carmina, il conte Cornelio Lambertini, il patrizio Alessandro Manzoli, grande amico del cardinale Jacopo Sadoleto.
In questi conviti liberali il Fileno esprimeva la necessità di «istituire una nuova vita degna del tempio dello Spirito Santo e di Dio»: non era infatti bene seguire la vita della carne, ma quella dello spirito, e «mostrare carità verso i poveri, umanità fra gli uomini, fraternità, misericordia e umiltà nel correggere i peccati altrui, e osservare le leggi dello Stato». L'accento è posto soprattutto sulla presenza che nella vita del cristiano deve avere lo Spirito, una sottolineatura che esclude la pratica di qualunque superstizione: «Come cristiano, io di questo solo mi curo, di eliminare le superstizioni che annullano la fede di Cristo». La superstizione rappresenta per il Fileno «una vana e falsa religione che certamente attiene anche a una mancanza di fede: infatti negli Atti Paolo chiama gli Ateniesi superstiziosi, ossia falsamente religiosi, e agli Efesini ricorda che il culto degli angeli è una superstizione. La superstizione è un delitto non contro la seconda tavola del Decalogo, che riguarda la carità, ma contro la prima, che attiene alla fede».
La distinzione qui introdotta tra violazione della legge della fede e legge della carità equivale alla distinzione tra superstizioso ed eretico: il primo si pone fuori dal cristianesimo, come furono i pagani ateniesi o gli adoratori di falsi culti ricordati da Paolo, e come può essere «un Giudeo o un Turco», il secondo invece «pensa e crede di rimanere nella fede pur dicendo di trovare in essa molti errori», ma negare certe verità contenute nella Scrittura non significa negare la fede in Cristo. Per questo motivo, «il superstizioso è un infedele più detestabile di un eretico».

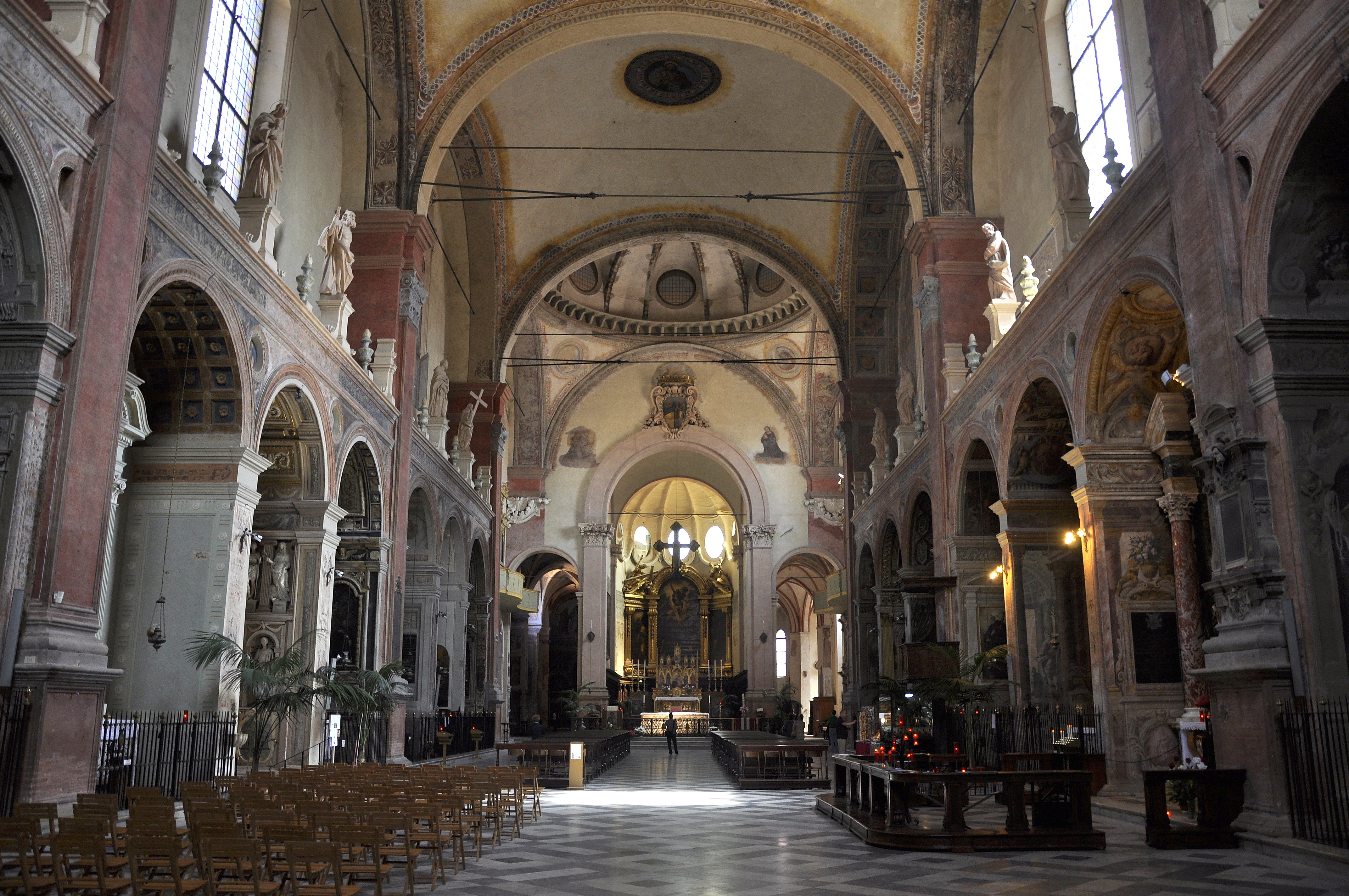
La Basilica di San Giacomo Maggiore

La prima «superstizione e abominazione», secondo il Fileno, è l'opinione, molto diffusa tra i cristiani e persino tra i sacerdoti, è che la messa sia un nuovo e reale sacrificio per i peccati, anziché la memoria dell'unico sacrificio di Cristo: si tratta di un argomento sviluppato da Lutero ne L'abolizione delle messe private, un opuscolo posseduto e letto dal Fileno, come dovrà ammettere al processo che subì a Ferrara alla fine del 1540, «ma solo allo scopo di confutarlo». La sua difesa al processo consistette nel negare che il rito della messa fosse in sé una superstizione, evitando tuttavia di pronunciarsi sul merito del valore oggettivo del sacramento, e nel sottolineare invece che la messa è fatta oggetto di superstizioni che impediscono al cristiano di trasformare la sua fede in carità.
A Bologna, nel febbraio del 1540, aveva dato pubblicamente dell'ignorante a un predicatore agostiniano che teneva un sermone quaresimale nella chiesa di San Giacomo. Denunciato da quest'ultimo e invitato a comparire davanti all'inquisitore di Bologna, il Fileno cercò dapprima di farsi giudicare da Agostino Zanetti, vicario del vescovo e poi dal cardinale Bonifacio Ferrero, legato di Bologna, ma senza riuscire nell'intento a causa di una persistente malattia di quest'ultimo. Si sottrasse infine all'interrogatorio dell'inquisitore lasciando Bologna.
Fermatosi a Modena, vi si rese popolare entrando in contatto con i letterati e con il circolo protestante della città, e prendendo le difese dei contadini oppressi dalla miseria. Per ordine del duca di Ferrara e su richiesta dei domenicani di Bologna, Fileno fu arrestato il 15 ottobre mentre era ospite degli amici Tommaso e Anna Carandini nella loro villa della Staggia, presso Nonantola, e trasferito nelle prigioni di Modena. 

### Il secondo processo a Ferrara

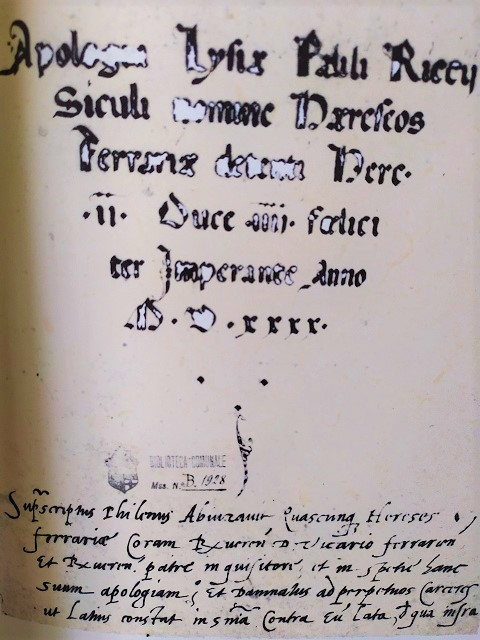
LApologia di Camillo Renato

Il 13 novembre fu trasferito a Ferrara, dove si tenne il processo, condotto dall'inquisitore di Bologna, il domenicano fra Stefano Foscarara, che ebbe per consultori i giuristi ferraresi Ludovico Silvestri, Lanfranco Gessi da Lugo e Giacomo Emiliani, il carmelitano fra Giovanni Maria Verrati e i domenicani fra Andrea da Imola e fra Girolamo Papino da Lodi.
Il tribunale ascoltò quaranta testimoni, provenienti da Bologna e da Modena, dalle cui dichiarazioni derivarono quattro accuse sostanziali imputate a Lisia Fileno:

1. che la fede sia fondata unicamente sulla Scrittura, discussa e interpretata liberamente da ciascun fedele;

2. che la salvezza sia unicamente scelta divina, non dovuta a meriti personali;

3. che tutte le anime muoiano o si addormentino con la morte del corpo, salvo rinascere o risvegliarsi con la resurrezione dei corpi nel giudizio finale, e che pertanto

4. non esista il purgatorio e siano vane le invocazioni ai santi e inutili tutte le pratiche liturgiche.
L'imputato, che forse fu detenuto nel convento domenicano degli Angeli, sede dell'Inquisizione di Ferrara, si difese in quattro interrogatori, tenuti dal 12 al 14 dicembre 1540, e con l' Apologia, una lunga memoria stesa tra la seconda metà di novembre e la prima decade di dicembre, trascritta in più copie una delle quali, l'unica a noi pervenuta, fu consegnata ai giudici. In essa, Fileno ammise di aver letto Lutero, ma per confutarlo, e cercò di giustificare i propri errori eventuali con l'obiettiva difficoltà di riconoscere la verità nella materia teologica. Utilizzò a proprie fonti Scoto, Tommaso d'Aquino, Erasmo e persino, ma in modo strumentale, l' Enchiridion locorum communium adversos Lutheranos del controversista cattolico Johann Eck.
Il suo tentativo non sfuggì ai giudici, che lo ritennero eretico e, con l'eccezione di Girolamo Papino, favorevole a una pena mite, meritevole del rogo. La massima pena gli fu evitata per un riguardo al duca Ercole e sostituita con il carcere a vita. Nell'abiura a cui Fileno fu costretto, pronunciata nelle mani dell'inquisitore Foscarara e di Ottaviano de Castello, vicario del vescovo di Ferrara Giovanni Salviati, si evidenziarono le eresie attribuitegli: che «l'homo ha el libero arbitrio così al ben come al male operare», che il purgatorio esiste, che le anime dei santi e dei giusti defunti «sono entrate in cielo a fruire le delicie del paradiso», che i santi si possono invocare come nostri intercessori, che è obbligatorio ascoltare la messa, confessare i peccati ai sacerdoti e osservare i digiuni.

### La fuga in Valtellina
Fu condotto in processione per le strade di Ferrara con in testa un berretto che lo denunciava come eretico e poi rinchiuso nelle carceri del castello. Nel maggio del 1541 fu trasferito nel carcere di Bologna da cui riuscì a fuggire in un giorno imprecisato del 1542 e in circostanze mai chiarite. Rifugiatosi in Valtellina, secondo una tradizione non sicura in compagnia dell'umanista Celio Secondo Curione, vi assunse definitivamente il nome di Camillo Renato.
Da Tirano, il 9 novembre 1542, Camillo Renato scrisse ad Heinrich Bullinger, capo della chiesa riformata di Zurigo e il maggior teologo svizzero del tempo. In quella sua prima lettera Renato, che dichiarava di essere stato spinto a scrivere da Curione, amico di Bullinger, si limitò ad accennare alle sofferenze patite in carcere, senza dare mostra delle sue opinioni radicali. Nella successiva corrispondenza, rifiutò sempre l'utilizzo della parola "sacramento", preferendo a essa quella di "segno", perché tanto i cattolici quanto i protestanti interpretavano il sacramento come un giuramento di conferma o ratifica, da parte della chiesa e del credente di quanto in realtà era già stato confermato da Dio attraverso lo Spirito.

## Scritti
- Corrispondenza con Heinrich Bullinger, in «Bullingers Korrespondenz mit den Graubündnern», Basel 1904-1905
- Carmina, cod. 52. II. 1, Biblioteca Universitaria, Bologna
- Apologia Lysiae Pauli Riccii Philaeni Siculi nomine haereseos detenti Hercule II Duce III foeliciter imperante anno 1540, in ms. B 1928, Biblioteca dell'Archiginnasio, Bologna
- Miscellanea, in ms. B. 1859, Biblioteca dell'Archiginnasio, Bologna
- Trattato del battesmo e de la sancta cena, in ms. A. 93. 13, Burgerbibliothek, Bern
- Certa in Symbolum professio ad Fridericum Salicem virum optimum, 1547
- In Johannem Calvinum de injusto Michaelis Serveti incendio, Traona 1554
- Opere, documenti e testimonianze, a cura di Antonio Rotondò, Firenze-Chicago-DeKalb, Sansoni-The Newberry Library-Northern Illinois University Press, 1968